# Čudno število
Čudno število je v teoriji števil naravno število n, čigar največji praštevilski faktor je strogo večji od {\displaystyle {\sqrt {n}}}.
k-gladko število ima vse svoje praštevilske faktorje manjše ali enake k, torej je čudno število ne-{\displaystyle {\sqrt {n}}}-gladko.

## Povezava s praštevili
Vsa praštevila so čudna. Za katerokoli praštevilo p so njegovi večkratniki, manjši od p² čudni, torej p, ... (p-1)p, ki imajo gostoto 1/p na intervalu (p,p²).

## Primeri
Prvih nekaj čudnih števil:
2, 3, 5, 6, 7, 10, 11, 13, 14, 15, 17, 19, 20, 21, 22, 23, 26, 28, 29, 31, 33, 34, 35, 37, 38, 39, 41, 42, 43, 44, 46, 47, 51, 52, 53, 55, 57, 58, 59, 61, 62, 65, 66, 67....  (OEIS A064052)
Prvih nekaj čudnih sestavljenih števil:
6, 10, 14, 15, 20, 21, 22, 26, 28, 33, 34, 35, 38, 39, 42, 44, 46, 51, 52, 55, 57, 58, 62, 65, 66, 68, 69, 74, 76, 77, 78, 82, 85, 86, 87, 88, 91, 92, 93, 94, 95, 99, 102....

## Porazdelitev
Če označimo število čudnih števil, manjših ali enakih n z u(n), potem se  u(n) obnaša sledeče:
| n          | u(n)      | u(n) / n |
| 10         | 6         | 0,6      |
| 100        | 67        | 0,67     |
| 1000       | 715       | 0,72     |
| 10000      | 7319      | 0,73     |
| 100000     | 73322     | 0,73     |
| 1000000    | 731660    | 0,73     |
| 10000000   | 7280266   | 0,73     |
| 100000000  | 72467077  | 0,72     |
| 1000000000 | 721578596 | 0,72     |

Richard Schroeppel je leta 1972 zapisal, da je asimptotska verjetnost, da je naključno izbrano število čudno, enako ln(2). Drugače rečeno:
{\displaystyle \lim _{n\rightarrow \infty }{\frac {u(n)}{n}}=\ln(2)=0,693147\dots \,}